# Nestor (moine)
Pour les articles homonymes, voir Nestor (homonymie).

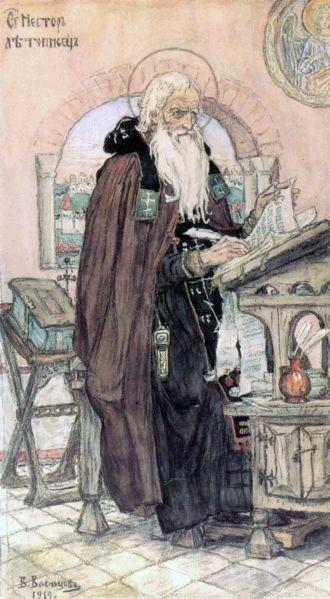
Nestor vu en 1919 par Viktor Vasnetsov

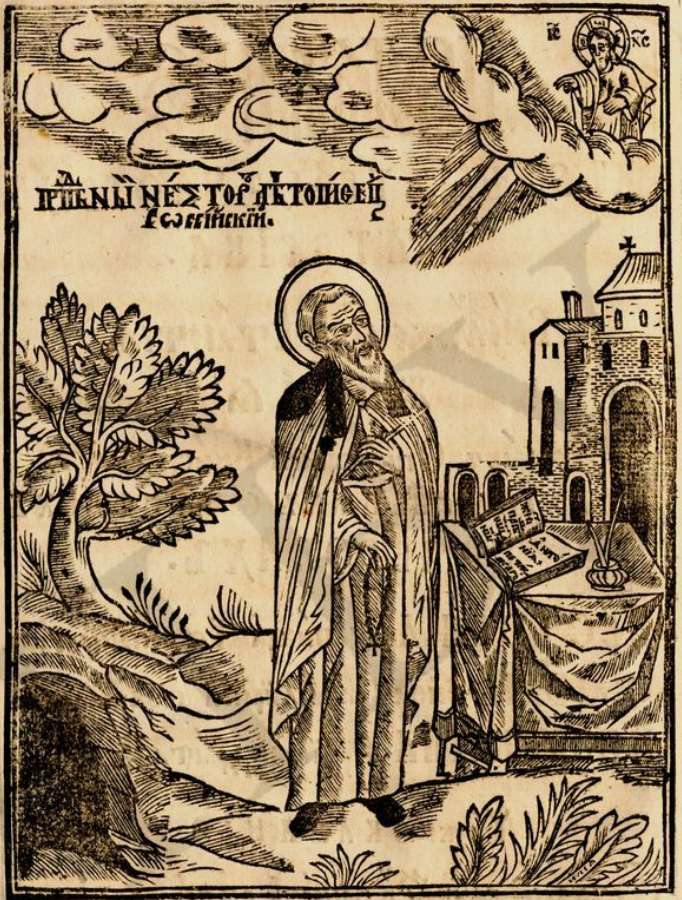
Nestor (moine), 1661

Nestor, né en 1056 et mort en 1106, est un moine et chroniqueur de la laure des Grottes de Kiev.
L'historiographie traditionnelle lui attribue la Chronique des temps passés, qui relate les premiers temps de la Russie kiévienne, couvrant une période allant de 862 à 1106. Cette chronique a été traduite en langue française par Louis Paris en 1834, mais la première traduction sérieuse est réalisée par Louis Léger. Néanmoins l'absence d'autres sources, le parti pris de la chronique en faveur des Varègues, l'éloignement par rapport aux faits, voire les retouches ultérieures rendent son analyse difficile. L'historiographie moderne remet en question le rôle de Nestor dans la paternité de cette chronique, car ni le style d'écriture, ni le contenu, ne sont cohérents avec le reste de son oeuvre littéraire.